# Лабер (Германия)
Лабер (нем. Laaber) — ярмарочная община в Германии, в земле Бавария.
Подчиняется административному округу Верхний Пфальц. Входит в состав района Регенсбург. Подчиняется управлению Лабер. Население составляет 5181 человек (на 31 декабря 2010 года). Занимает площадь 28,78 км².
Община подразделяется на 32 сельских округа.

## Население
По оценке на 31 декабря 2015 года население общины Лабер составляет 5177 чел. 

| Дата      | 1840 | 1871 | 1900 | 1925 | 1939 | 1950 | 1961 | 1970 | 1987 | 2011 |
| --------- | ---- | ---- | ---- | ---- | ---- | ---- | ---- | ---- | ---- | ---- |
| Население | 1755 | 3074 | 1852 | 2045 | 2146 | 2885 | 2878 | 3792 | 4567 | 5147 |

| Год       | 1960 | 1970 | 1980 | 1990 | 2000 | 2009 | 2010 | 2011 | 2012 | 2013 | 2014 | 2015 |
| --------- | ---- | ---- | ---- | ---- | ---- | ---- | ---- | ---- | ---- | ---- | ---- | ---- |
| Население | 2834 | 3837 | 4418 | 4674 | 5213 | 5161 | 5181 | 5150 | 5136 | 5155 | 5134 | 5177 |